# Montmeyan
Montmeyan este o comună în departamentul Var din sud-estul Franței. În 2009 avea o populație de 4.123 de locuitori.

## Evoluția populației
| An        | 1975 | 1982  | 1990  | 1999  | 2006  | 2009  |
| --------- | ---- | ----- | ----- | ----- | ----- | ----- |
| Populație | 953  | 1.347 | 2.485 | 3.159 | 3.891 | 4.123 |